# Иментет
Иментет (Аментет) е богиня на Отвъдното от египетската митология, за която се знае много малко.
| X1 | R13 | X1 |

| X1 | R13 | X1 |

Иментет е богиня на Запада, откъдето произлиза и името ѝ – „Западната“. Неин атрибут е кацнала върху йероглиф на главата ѝ птица. Тя живее на дърво в края на пустинята, където посреща и въвежда мъртвите в Отвъдното.
Иментет е очарователната страна на смъртта, затова е изобразявана красива и усмихната. Хатхор бързо я асимилира и заема нейната роля.